# Donis Avdijaj
Donis Avdijaj (* 25. August 1996 in Osnabrück) ist ein kosovarisch-deutscher Fußballspieler.

## Vereinskarriere

### Anfänge
Donis Avdijaj wurde als Sohn kosovo-albanischer Eltern im niedersächsischen Osnabrück geboren. Mit fünf Jahren begann er beim SV Atter, einem Sportverein aus dem Osnabrücker Stadtteil Atter, mit dem Fußballspielen. Nach fünf Jahren beim SV Atter wechselte er in die Jugendabteilung des VfL Osnabrück. 2011 wechselte er in das Nachwuchsleistungszentrum des FC Schalke 04.

### FC Schalke 04
Für die U17 von Schalke schoss er in 26 Spielen 15 Tore und legte ein weiteres auf. In der nächsten Saison verbesserte er seine Torausbeute deutlich und hatte am Ende der Saison nach 25 Ligaspielen 44 Tore auf dem Konto, dazu 13 Vorlagen. Der Rekord hielt bis zum Ende der Spielzeit 2018/19, an deren Ende der damals 14-jährige Youssoufa Moukoko 46 Treffer erzielen konnte. Dazu gehörte er für kurze Zeit zum Kader der U19, mit der er den Westfalenpokal 2012/13 holte. Avdijaj schoss dabei den 1:0-Siegtreffer im Finale gegen die U19 von Borussia Dortmund.
In der Saison 2014/15 gehörte Avdijaj regelmäßig zur Profimannschaft und nahm am Training der Profis teil. Im ersten Gruppenspiel der Champions-League-Saison 2014/15 auswärts gegen den FC Chelsea stand er im Kader der Schalker, kam aber nicht zum Einsatz. Er war auch Teil der zweiten Mannschaft von Schalke 04 und kam in der Regionalliga West zu elf Einsätzen und erzielte vier Tore.

### SK Sturm Graz

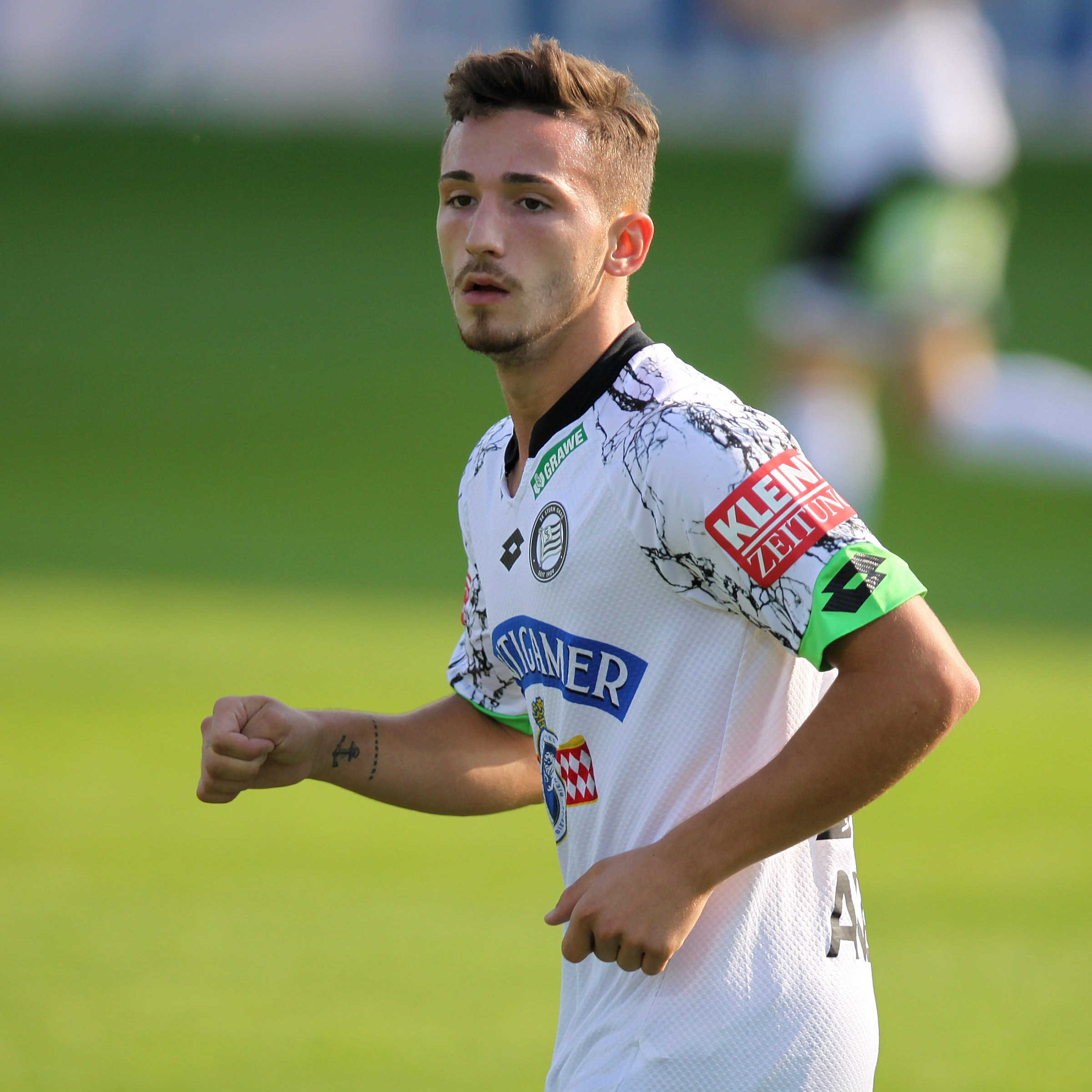
Avdijaj im Trikot von Sturm Graz (2015)

Am 13. Januar 2015 wurde Avdijaj bis längstens Ende Juni 2016 an den österreichischen Bundesligisten SK Sturm Graz ausgeliehen. Dort gab er am 21. Februar 2015, dem 21. Spieltag der Bundesliga, sein Profidebüt beim 3:3 im Spiel gegen den SC Wiener Neustadt, als er in der 81. Minute für Bright Edomwonyi eingewechselt wurde. Nur wenige Minuten später bereitete er das Tor zum 3:2 von Martin Ehrenreich vor. Sein erstes Tor erzielte er am 26. Spieltag im Spiel gegen Admira Wacker zum 2:0, das Spiel endete 3:1. Am Ende der Saison hatte er in 17 Ligaspielen sechs Treffer markiert und drei weitere vorbereitet.
Auch die Saison 2015/16 bestritt Avdijaj bei Sturm Graz, obwohl für Schalke die Option bestanden hätte, Avdijaj vorzeitig zurückzuholen. In der Europa League schied Sturm Graz in der dritten Qualifikationsrunde gegen Rubin Kasan aus. Im Hinspiel erzielte Avdijaj ein Tor, allerdings zog er sich eine Gelb-Rote Karte zu und war für das Rückspiel gesperrt. Nach zwei Unentschieden zum Ligastart gewann man die Spiele am 3. und 4. Spieltag. Beim Sieg gegen den Wolfsberger AC am 4. Spieltag erzielte Avdijaj ein Tor, am folgenden Spieltag gegen Rapid Wien ebenfalls. Danach blieb er acht Spieltage ohne Ligator, bereitete aber drei Tore vor. Im Gegensatz zur Vorsaison agierte Avdijaj vermehrt im Mittelfeld als im Sturm. Ab Mitte Oktober 2015 fiel er wegen Oberschenkel- und Hüftproblemen für mehrere Monate aus. Erst Ende Februar beim 1:0-Sieg gegen die SV Ried gab er sein Comeback. Er bestritt insgesamt 25 Ligaspiele, in denen er drei Tore erzielte und sieben Vorlagen gab. Im ÖFB-Cup bestritt Avdijaj zwei Spiele, in denen er drei Tore schoss und eines vorbereitete.

### FC Schalke 04
Nach Ablauf der Leihe kehrte Avdijaj zur Saison 2016/17 zum FC Schalke 04 zurück. Dort bekam er das Trikot mit der Rückennummer 33. Während der China-Reise im Rahmen der Saisonvorbereitung und der Promotion des FC Schalke 04 in China, zog er sich Anfang Juli 2016 eine Verletzung des Meniskus des rechten Knies zu und musste abreisen. Sein erstes Pflichtspiel in der Saison 2016/17 bestritt Avdijaj am 24. November 2016, im fünften Gruppenspiel der Europa League im Heimspiel gegen OGC Nizza. Schalke 04 gewann mit 2:0. Sein erstes Bundesligator für Schalke erzielte er am 20. Dezember 2016, dem 16. Spieltag, bei der 1:2-Niederlage gegen den Hamburger SV.
Nach der Vorbereitung zur Saison 2017/18 wurde Avdijaj vom neuen Trainer Domenico Tedesco nicht mehr berücksichtigt und, nachdem ihn kein Verein hatte verpflichten wollen, zur Schalker U23-Mannschaft geschickt.

### Roda Kerkrade und Willem II Tilburg
Am 15. Januar 2018 wurde er an den niederländischen Erstligisten Roda JC Kerkrade verliehen. In elf Ligaeinsätzen erzielte er drei Treffer.
Zur Sommervorbereitung 2018 kehrte Avdijaj zunächst zum FC Schalke 04 zurück und gehörte dem Kader der zweiten Mannschaft an, die in der fünftklassigen Oberliga Westfalen antrat. Sein Vertrag bei Schalke 04 lief bis 2019 und enthielt eine Ausstiegsklausel in Höhe von 49 Millionen Euro.
Am 16. August 2018 kehrte Avdijaj in die Eredivisie zurück und schloss sich Willem II Tilburg an. Er unterschrieb einen bis zum Ende der Saison 2018/19 laufenden Vertrag, der bereits im März 2019 wegen mehrerer Fälle von Disziplinlosigkeit Avdijajs wieder aufgelöst wurde.

### Trabzonspor
Im Juli 2019 schloss sich Avdijaj nach viermonatiger Vereinslosigkeit dem türkischen Erstligisten Trabzonspor an. In Trabzon unterschrieb er einen Vertrag über ein Jahr mit der Option auf drei weitere Jahre. Sein Ligadebüt gab er am 25. August 2019, dem zweiten Spieltag der Saison 2019/20, als er beim 2:1-Sieg gegen Yeni Malatyaspor kurz vor Ende eingewechselt wurde. Am fünften Spieltag erzielte er gegen Sivasspor sein erstes Ligator für Trabzonspor. Am 17. Januar 2020 wurde sein Vertrag aufgelöst. In wettbewerbsübergreifend 18 Spielen für Trabzonspor kam Avdijaj auf ein Tor und zwei Vorlagen.

### Heart of Midlothian
Am 20. Januar 2020 unterschrieb er einen Vertrag bis zum Ende der Saison 2019/20 beim schottischen Erstligisten Heart of Midlothian, der zu dieser Zeit vom deutschen Daniel Stendel trainiert wurde. Im Juni 2020 verließ er den Verein bereits wieder.

### FC Emmen
Im November 2020 kehrte Avdijaj in die Niederlande zurück und schloss sich dem Erstligisten FC Emmen an.

### AEL Limassol
Nach nur zwei Monaten und 8 Spielen für den FC Emmen wechselte er nach Zypern zu AEL Limassol. Nachdem der Klub in einer finanziellen Krise geraten war, wurde der Vertrag zwischen den Klub und Avdijaj aufgelöst. Er selbst verzichtete auf mehrere Monate Gehalt.

### TSV Hartberg
Im August 2021 wechselte er ein zweites Mal nach Österreich, diesmal zum Bundesligisten TSV Hartberg, bei dem er bis Juni 2023 unterschrieb. In Hartberg gelang es ihm erstmals nach Jahren sich wieder bei einem Verein zu etablieren. In der Saison 2021/22 kam er zu 18 Bundesligaeinsätzen, in denen er fünf Tore erzielte. Im ersten Spiel der Saison 2022/23 gelang dem als Stürmer aufgebotenen Avdijaj sein einziger Doppelpack für den TSV.

### Über Zürich zurück nach Österreich
Nach seinen starken Leistungen in Hartberg wechselte Avdijaj im August 2022 in die Schweiz zum amtierenden Meister FC Zürich, bei dem er einen bis Juni 2025 laufenden Vertrag erhielt. Bei den Zürchern traf er auf seinen ehemaligen Sturm-Trainer Franco Foda. In Zürich konnte er sich aber nicht durchsetzen und absolvierte insgesamt sieben Partien in der Super League, in denen er ohne Torerfolg blieb. Daraufhin kehrte er bereits im Januar 2023 leihweise nach Hartberg zurück. Bis zum Ende der Leihe kam er zu 15 Bundesligaeinsätzen, in denen er fünfmal traf.
Zur Saison 2023/24 kehrte er dann wieder nach Zürich zurück, wo er zu zwei weiteren Einsätzen in der Super League kam, in die Startelf schaffte er es aber nicht. Ende August 2023 wechselte Avdijaj dann fest zurück nach Hartberg, wo er einen bis 2025 laufenden Vertrag erhielt. Für Hartberg kam er in seinem dritten Engagement zu 54 Bundesligaeinsätzen, in denen er 16 Mal traf. Nach seinem Vertragsende verließ er Hartberg nach der Saison 2024/25.
Zur Saison 2025/26 wechselte Avdijaj daraufhin zum Ligakonkurrenten Wolfsberger AC, bei dem er einen bis 2027 laufenden Vertrag erhielt.

## Nationalmannschaft

### Deutschland
Avdijaj machte in zwei Spielen für die U-16-Nationalmannschaft zwei Tore. Schon mit 16 Jahren wurde er für die U-17-Nationalmannschaft berücksichtigt. Mit dieser schied er in der Qualifikationsrunde zur U-17-EM 2013 in der Slowakei aus.
Am 5. September 2014 machte er sein erstes Spiel für die U19 gegen die Auswahl der Niederlande.
Mitte Oktober 2014 teilte er mit, zukünftig für die albanische Fußballnationalmannschaft auflaufen zu wollen mit der Begründung, er habe lieber sein Volk im „Rücken, als ein ausländisches“. Es sei seine „definitive Entscheidung“, für Albanien zu spielen. Nur einen Monat später wurde die Entscheidung durch einen Beraterwechsel revidiert und vertagt.

### Kosovo
Für ein Freundschaftsspiel am 24. März 2015 gegen Werder Bremen wurde er für die kosovarische Fußballauswahl nominiert. Da es sich um ein Freundschaftsspiel handelte – dazu nicht um ein Spiel zwischen zwei Nationen – und der Kosovo zur Zeit der Partie weder von der FIFA noch von der UEFA als Vollmitglied ihrer Organisation anerkannt wurde, konnte Avdijaj auch weiterhin sowohl für den Kosovo als auch für Albanien und Deutschland auflaufen.
Am 24. März 2017 debütierte Avdijaj für den Kosovo, als er im WM-Qualifikationsspiel gegen Island für den verletzten Fanol Përdedaj in der 74. Minute eingewechselt wurde. Der Kosovo unterlag den Isländern mit 1:2.

## Spielweise

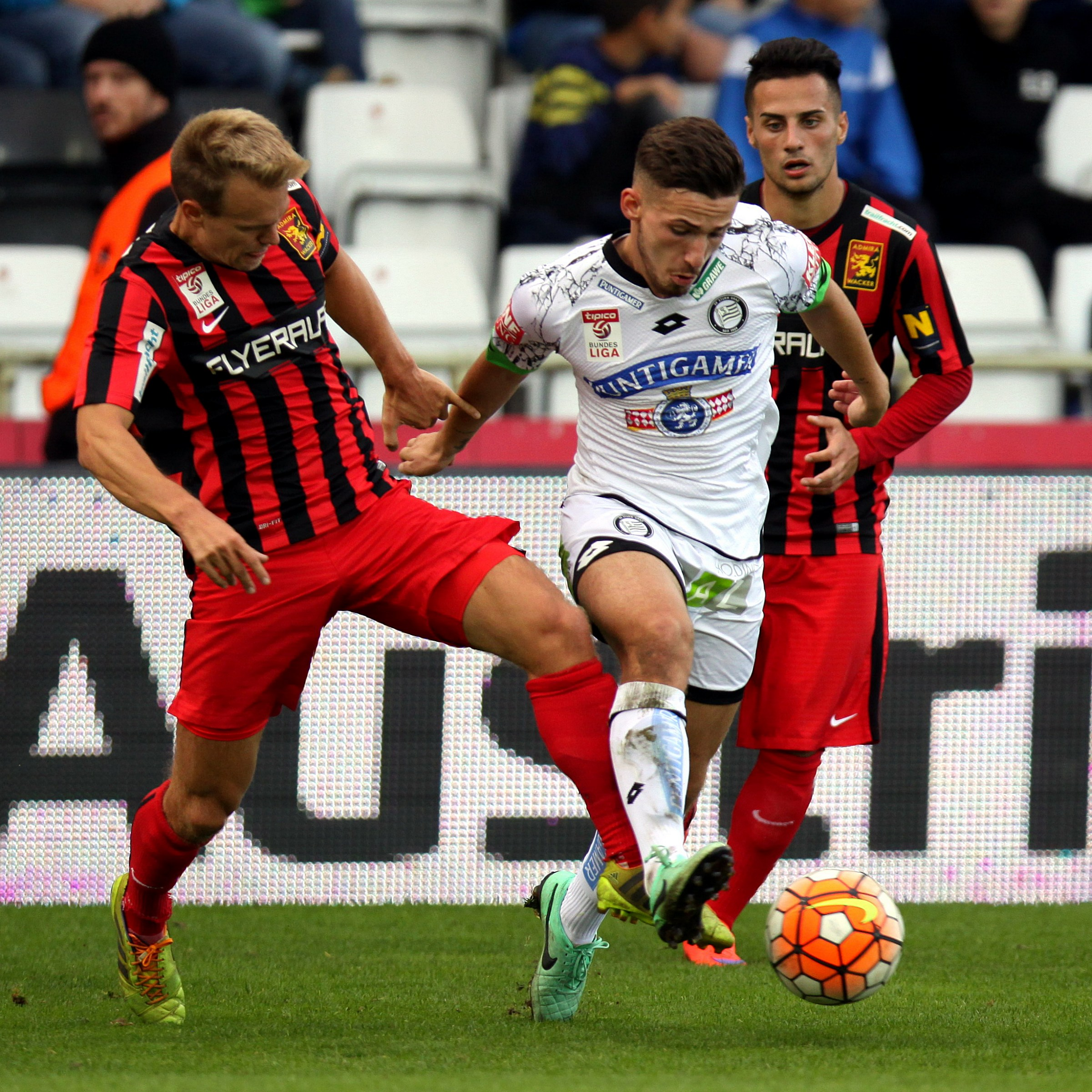
Avdijaj umspielt Daniel Toth und Eldis Bajrami

Avdijaj gilt als schneller, technisch gut geschulter Spieler. Er agiert beidfüßig und kann neben seiner Stammposition als hängende Spitze auch auf den Flügeln oder im offensiven Mittelfeld spielen. Daneben gilt er als guter Vorbereiter und ist torgefährlich. Besondere Stärken liegen in seinem Dribbling und dem Eins-gegen-Eins.

## Titel und Erfolge
Verein
- Westfalenpokalsieger: 2013, 2014
- Westdeutscher Meister U19: 2013, 2014
- Westdeutscher Meister U17: 2013
- DFB-Junioren-Vereinspokal-Finalist: 2014

Persönliche Auszeichnungen
- Torschützenkönig der B-Jugend Bundesliga West 2012/13 mit 44 Toren
- Fritz-Walter-Medaille in Bronze: 2013 (U17)

## Privatleben
Ende Oktober 2014 sei Avdijaj laut Medien Teilnehmer eines illegalen Straßenrennens gewesen, wobei sein Mercedes SL 63 AMG V8 Biturbo einen Totalschaden erlitten habe. Wenige Tage später stellte sich heraus, dass Avdijaj regelkonform mit seinem Fahrzeug unterwegs war und an keinem Rennen beteiligt war. Mitte Oktober 2016 wurde bekannt, dass er am 3. Oktober in Osnabrück mit seinem Mercedes eine rote Ampel überfahren und dabei eine Passantin gefährdet hätte. Später habe er beim Einparken zwei Autos touchiert und hätte sich anschließend vom Unfallort unerlaubt entfernt. Im August 2017 wurde er vom Amtsgericht Gelsenkirchen zu 40 Sozialstunden verurteilt, nachdem er bei einer Polizeikontrolle die Polizisten beleidigt hatte.